# Furstbiskopsdömet Chur
Furstbiskopsdömet Chur är en tidigare stat i det Tysk-romerska riket vilken styrdes av biskopen av Chur som riksfurste. Makten i furstbiskopsdömet övergick under slutet av medeltiden gradvis från biskopen till ständerna, till slutligen ständerförbundet Gotteshausbund hade övertagit den verkliga statsmakten. Furstbiskopsdömets tidigare territorium tillhör idag kantonen Graubünden i Schweiz samt provinserna Sondrio och Sydtyrolen i Italien.

## Uppkomst
Under tiohundratalet började en process i Churrätien där makten övergick från externa makthavare till inhemska eliter. Ett tecken på detta är det omfattande borgbyggandet, som började på tiohundratalet och nådde sin höjdpunkt mellan mitten på elvahundratalet och början på trettonhundratalet. En av de mäktigaste lokala makthavarna var biskopen av Chur vars världsliga välde utvecklades till furstbiskopsdömet Chur. Biskopen kontrollerade sedan början på tiohundratalet staden Chur med omland, Bergell och större delen av Övre Engadin där biskopen köpte stora markområden i början på elvahundratalet. I Nedre Engadin förvärvade biskopen äganderätten över Tarasp och förfogade över det biskopliga klostret i Müstair och dess besittningar i Val Müstair.

## Territorium
Furstbiskopens andliga jurisdiktion, Churs stift, var större än hans världsliga. På trettonhundratalet var biskopen världslig härskare över Vier Dörfer, staden Chur, Surses, Övre Engadin och Val Müstair. I Val Bregaglia, Schams och Rheinwald förfogade han över de gamla grevliga rättigheterna; i Surselva, Nedre Engadin och i Vinschgau förfogade han över strögods och den nedre gårdsrätten. Den furstbiskopliga härskarmakten sträckte sig över ett dussintal dalbygder och förvaltades av olika borgfogdar. Furstbiskopens inflytande över Val Poschiavo utövades i konkurrens med hertigdömet Milano och först 1408 underordnade allmogen där sig slutligen under furstbiskopsdömet.
I Nedre Engadin och i Vinschgau vilka tillhörde grevskapet Tyrolen gjorde furstbiskopen anspråk på världslig härskarmakt över alla vilka hade frälse genom utövande av ämbeten under hans jurisdiktion. I dessa områden förvaltades furstbiskopens världsliga jurisdiktion av ett fogdedöme som även utövade biskopens skyddsmakt över Disentis kloster i Mustér. Fogdedömet var förlänat till herrarna von Matsch, men dessa förlorade det 1421 efter en långvarig fejd med biskopen. Då försökte habsburgarna, vilka sedan 1361 var grevar av Tyrolen, utsträcka sitt inflytande över de furstbiskopliga undersåtarna. De övertog klosterfögderiet Disentis och köpte herrskapet Tarasp från ätten Matsch. De försökte också integrera Nedre Engadin och Val Müstair i sin rättsliga jurisdiktion. Detta ledde till väpnade sammanstötningar mellan deras män och allmogen. Trots furstbiskopens medlingsförsök blev detta en av orsakerna till det schwabiska krigets utbrott.

## Gotteshausbund
Den ofta frånvarande furstbiskopen Peter Jelito ägnade sitt biskopsdöme föga uppmärksamhet och drog på det stora skulder. Han började därför 1363 förhandla om att överlåta den världsliga förvaltningen och dess inkomster till habsburgarna mot en årlig avrad. 1366 förlänade furstbiskopen den habsburgske greven av Tyrolen den viktigaste borgen i Vinschgau. Som ett resultat av denna utveckling slöt sig 1367 domkapitel, staden Chur och allmogen samman i ett förbund vilket kallades Gemeines Gotteshaus, från slutet av fjortonhundratalet även känt under namnet Gotteshausbund. Detta kom att fungera som furstbiskopsdömet Churs ständer och genomdrev medbestämmanderätt över den furstbiskopliga förvaltningen, kontroll över finanserna och förbjöd att furstbiskopen avvyttrade något av furstbiskopsdömets tillgångar utan dess medgivande.
Med tiden kom denna ständermakt att förstärkas och överta furstbiskopens makt över furstbiskopsdömet. 1409 tillsatte Gotteshausbund en rådsförsamling och en fogde vilken skulle utöva biskopens världsliga förvaltning. Under fjortonhundratalet utsträcktes också förbundets makt över alla delar av furstbiskopsdömet. Denna process där Gotteshausbund efterhand övertog biskopens världsliga makt kan betraktas som slutförd först 1524 och 1526 då de sista feodala pålagorna avskaffades, gjorde slut på biskopen av Churs världsliga makt och gav kyrkoförsamlingarna fullständig demokratisk frihet att reglera sina egna angelägenheter. Furstbiskopsdömet levde dock formellt kvar till mediatiseringen 1803, men omfattade i stort sett endast biskopshovet i Chur och en borg i Tyrolen. Trots detta deltog furstbiskopen sedan 1654 åter på den tysk-romerska riksdagen som medlem av riksfursterådet. 